# Willehad (biskup Bremy)

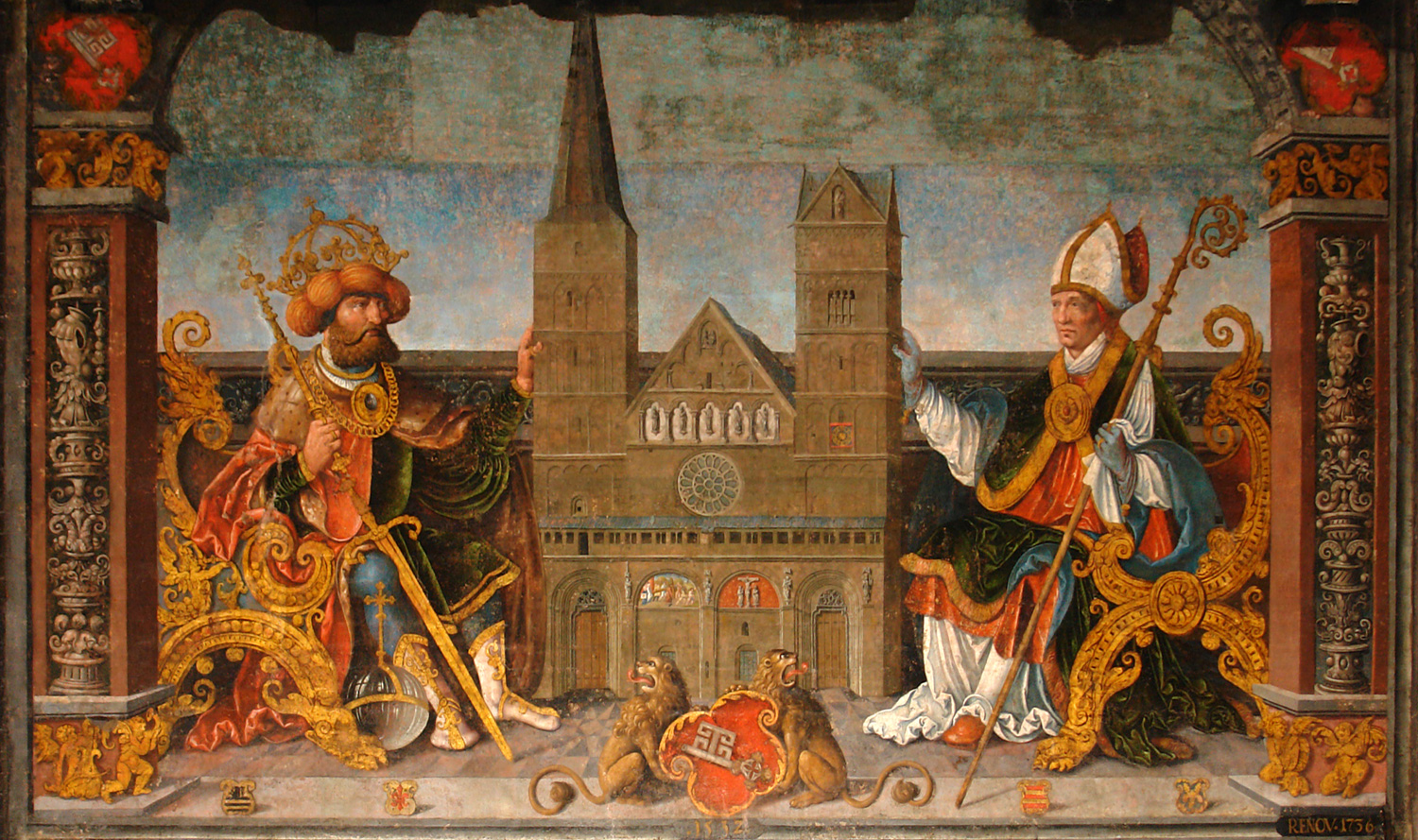
Karol Wielki i Willehad jako założyciele biskupstwa w Bremie (z modelem katedry św. Piotra; fresk z XVI w. w ratuszu w Bremie)

Willehad (ur. ok. 745, zm. 8 listopada 789 w Blexen) – misjonarz pochodzenia anglosaskiego, działający w państwie Franków wśród Fryzów, a następnie Sasów, od 787 roku biskup misyjny, uznawany za pierwszego biskupa Bremy.

## Życie
Willehad pochodził z Northumbrii, zapewne był uczniem św. Egberta w Yorku. Po otrzymaniu święceń kapłańskich około 765 roku rozpoczął misję w państwie Franków wśród Fryzów. Kontynuował tam dzieło św. Bonifacego, jednak mimo początkowych sukcesów bez wielkiego powodzenia. W 780 roku został wysłany przez Karola Wielkiego pomiędzy podbitych krótko wcześniej Sasów nad dolną Wezerę (w rejon nazywany Wigmodia), gdzie jego działania ewangelizacyjne miały spotykać szerszy odzew. Gdy wybuchło powstanie saskie Widukinda w roku 782, Willehad uciekł z Saksonii i wyjechał do Rzymu, a następnie przez kilka lat mieszkał w opactwie w Echternach. Po stłumieniu powstania i chrzcie Widukinda w 785 roku powrócił między Sasów. W 787 roku został konsekrowany na biskupa misyjnego, za swój ośrodek obrał wówczas miasto Bremę. Formalnego ustanowienia diecezji bremeńskiej jednak nie dożył. W roku 789 konsekrował pierwszą, drewnianą katedrę w tym mieście, zmarł zaś kilka dni później.

## Kult
Willehad przez współczesnych uznany został za świętego. W 860 roku jego szczątki (początkowo pochowane w Blexen) przeniesiono do nowej katedry w Bremie. Jego kult był bardzo popularny w północno-zachodniej części Niemiec. Relikwie zaginęły jednak podczas reformacji, jego kult również wówczas został zapomniany. Główne jego wspomnienia przypadają w rocznicę śmierci, 8 listopada, oraz biskupiej konsekracji, 13 lipca. Przedstawiany był z modelem zbudowanej przez siebie katedry oraz zniszczonymi bożkami pogańskimi. Znane żywoty Willehada powstały w IX wieku, a ich twórcami byli anonimowy autor z Echternach oraz pierwszy arcybiskup Hamburga Ansgar.